# Cosmonotus genkaiae
Cosmonotus genkaiae is een krabbensoort uit de familie van de Raninidae. De wetenschappelijke naam van de soort is voor het eerst geldig gepubliceerd in 1970 door Takeda & Miyake.